# Olszewo (Brańsk)
Olszewo est un village dans le district administratif de Brańsk, dans le comté de Bielsk, Voïvodie de Podlachie, dans le nord-est de la Pologne.

## Source
- (en) Cet article est partiellement ou en totalité issu de l’article de Wikipédia en anglais intitulé « Olszewo, Gmina Brańsk » (voir la liste des auteurs).